# بيت العاهمي (أفلح اليمن)

تعديل مصدري - تعديل

بيت العاهمي هي إحدى قرى عزلة جياح بمديرية أفلح اليمن التابعة لمحافظة حجة، بلغ تعداد سكانها 131 نسمة حسب تعداد اليمن لعام 2004.